# Осипов, Денис Васильевич
Дени́с Васи́льевич О́сипов (род. 20 июня 1974, Рязань) — российский математик, доктор физико-математических наук (2013), профессор РАН (2018).

## Биография
Окончил Школу Колмогорова (1989—1991) с серебряной медалью, Московский государственный университет им. М. В. Ломоносова, механико-математический факультет (1996) и аспирантуру механико-математического факультета МГУ им. М. В. Ломоносова (1999).
С декабря 1999 года работает в отделе алгебры Математического института им. В. А. Стеклова РАН, в настоящее время — ведущий научный сотрудник.
В 2000 году под руководством А. Н. Паршина получил степень кандидата физико-математических наук (тема диссертации — «Локальные поля и когерентные пучки на алгебраических кривых и поверхностях»)
.
В 2013 году получил степень доктора физико-математических наук (тема диссертации — «Категорные методы в теории высших аделей и их применение»).
Научный сотрудник Международной лаборатории зеркальной симметрии и автоморфных форм НИУ ВШЭ (с 2017 года). Профессор НИТУ МИСиС. Преподает в Научно-образовательном центре МИАН и на мехмате МГУ.
24 апреля 2018 года Президиум РАН присвоил Д. В. Осипову почетное ученое звание профессора РАН.

## Научная деятельность
Основные области научных интересов:
алгебраическая геометрия, арифметическая геометрия, алгебраическая теория чисел, интегрируемые системы; в том числе: многомерные адели и многомерные локальные поля, дискретные группы Гейзенберга, 2-категории и их приложения к многомерным аделям и арифметике, многомерные законы взаимности, локальные теоремы Римана-Роха.
Автор более 50 научных публикаций, в том числе в ведущих математических журналах.

## Награды
- 2008 — Первая премия конкурса молодых математиков им. Л. Эйлера, присуждённая фондом Эйлера и Санкт-Петербургским математическим обществом, в номинации «молодые учёные»[15].